# ベニス・シンプロン・オリエント・エクスプレス

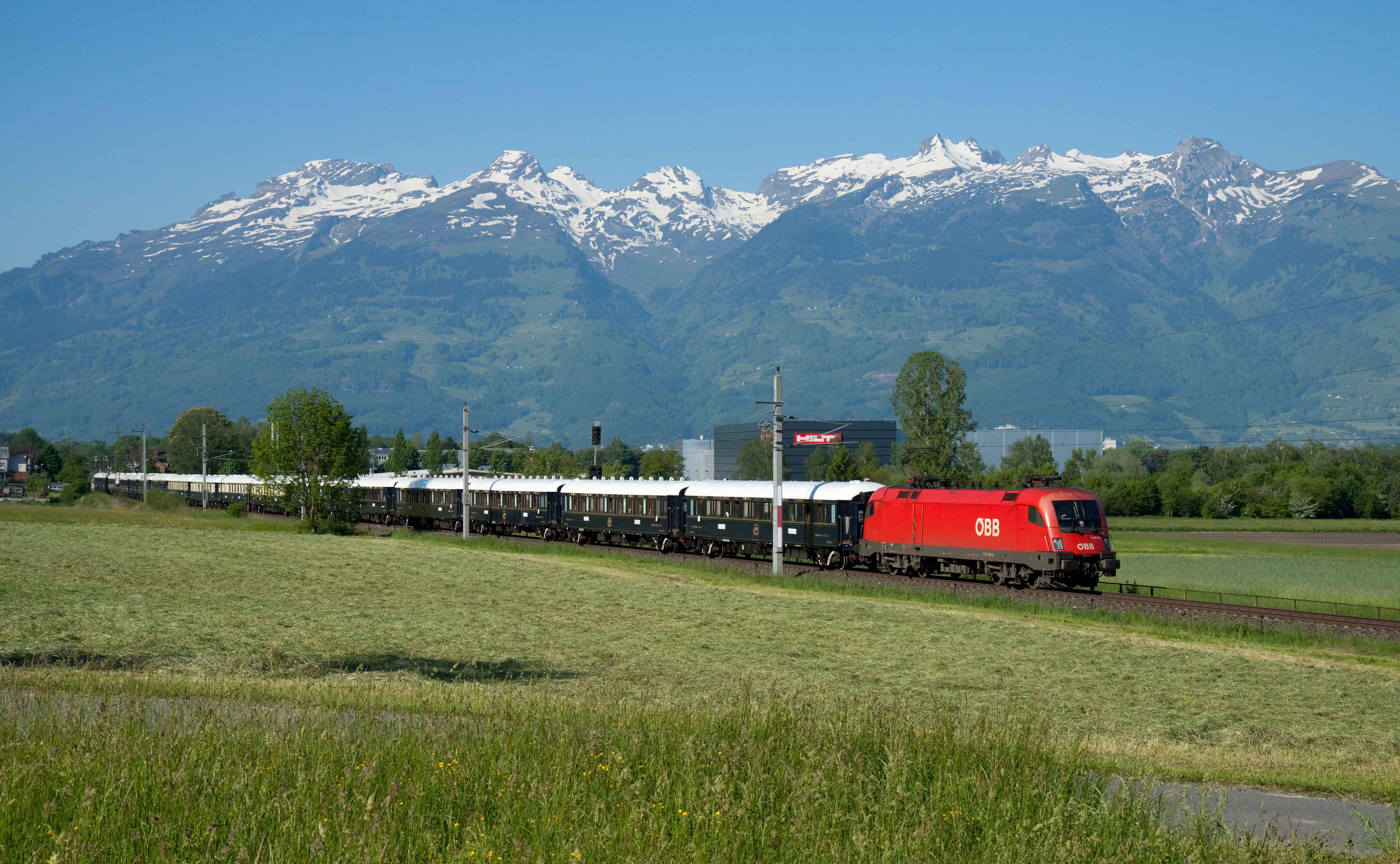
リヒテンシュタインを走行するベニス・シンプロン・オリエント・エクスプレス

ベニス・シンプロン・オリエント・エクスプレス(Venice Simplon-Orient-Express, 略称VSOE)は、ベルモンド社（2014年にオリエント・エクスプレス・ホテルズから改称）が運行しているヨーロッパの観光列車である。2012年現在では、通常はロンドン - フォークストン間およびカレー - パリ - ヴェネツィア（ベニス）間で運行されている。イギリスと大陸では別の編成を利用している。車両は主に1920年代に製造され、国際寝台車会社（ワゴン・リ）や英国プルマン社の豪華列車で用いられていた寝台車、食堂車、サロン車（パーラー・カー、プルマン車）などである。

## 歴史
オリエント急行は国際寝台車会社（ワゴン・リ）により1883年に運行が始められ、1920年代から30年代にはシンプロン・オリエント急行やアールベルク・オリエント急行など多彩な経路で東西ヨーロッパを結んでいた。またイギリスのプルマン社との協力によりロンドンからこれらのオリエント急行への接続も行われていた。しかし第二次世界大戦後には、「オリエント急行」と総称される列車群はかつてのような豪華列車ではなくなっていた。パリからイスタンブールへの直通運転は1977年5月を最後に廃止された。一方1976年には、スイスの旅行代理店経営者であるアルバート・グラッツにより、豪華列車時代のオリエント急行を再現した観光列車（ノスタルジー・オリエント急行(NOE)、のちのノスタルジー・イスタンブール・オリエント急行）が始められている。
1977年10月8日、モナコのモンテカルロにおいて行われたサザビーズのオークションで、元ワゴン・リ社の客車5両が競売にかけられた。このときグラッツとの競り合いの末、寝台車2両（3489号車と3543号車）を落札したのが、アメリカ合衆国の海運会社シーコンテナ社の社長ジェームズ・シャーウッド(James Sherwood)である。シャーウッドはその後もワゴン・リや英国プルマンの客車を買い集め、旧ワゴン・リ車23両、旧プルマン車12両、計35両を揃えた。
大陸側のワゴン・リ社の客車は同社から直接購入したものが主であるが、イギリスのプルマン社の客車は個人や博物館、保存鉄道団体などから買い集めた。大陸の客車はブレーメンとオーステンデにあるワゴン・リ社の修理工場で修復工事が行われた。イギリスではカーンフォースに新たに修理工場を建設した。買収と修復には1100万ポンドを要した。

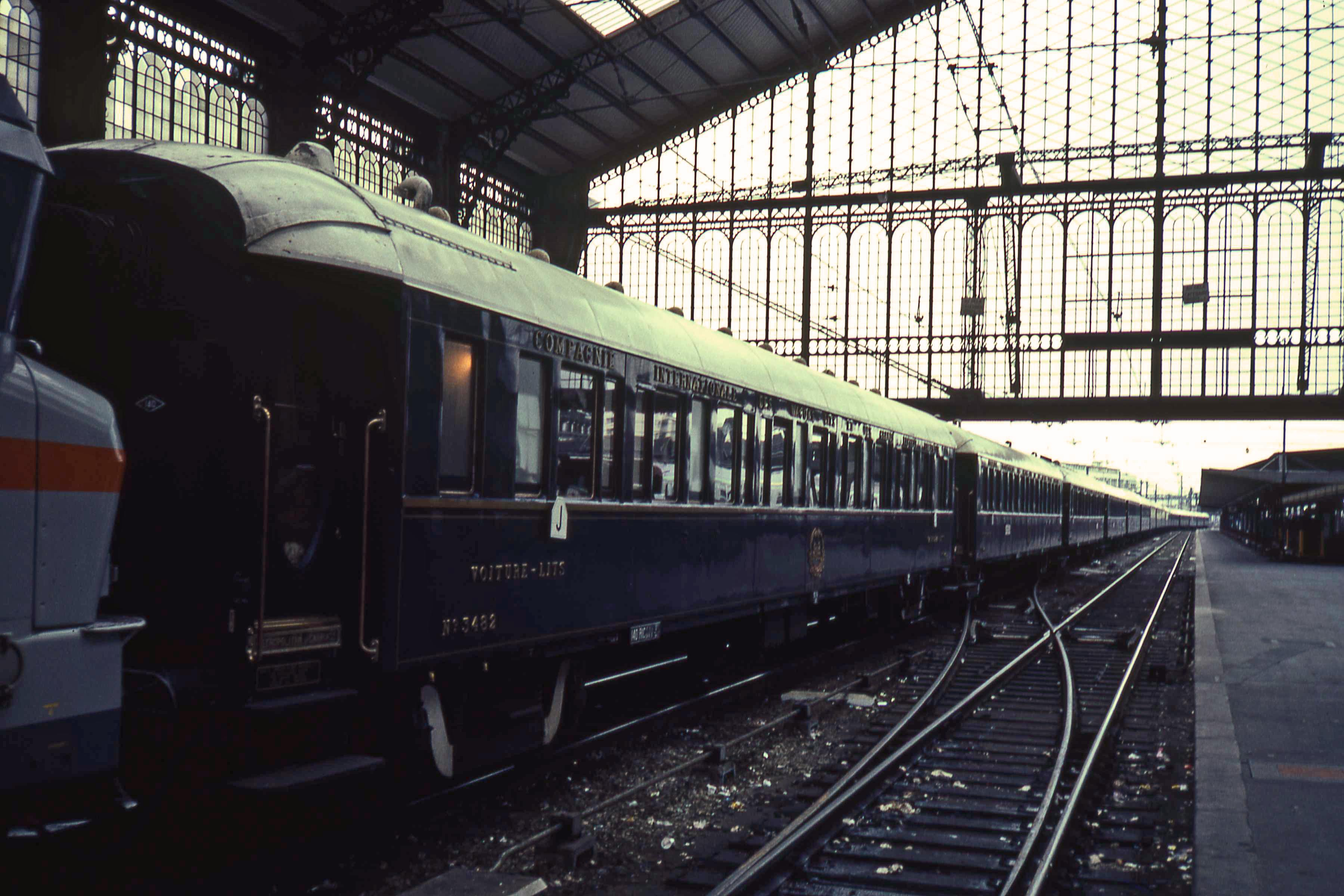
パリ・オステルリッツ駅に停車するVSOE（1983年）

シャーウッドはオリエント・エクスプレス・ホテルズ社を設立し、1982年5月25日からロンドン - ヴェネツィア間でベニス・シンプロン・オリエント・エクスプレスの運行を始めた。これは沿線各国鉄の運賃等の適用される通常の列車ではなく、オリエント・エクスプレス・ホテルズ社の提供するツアー客専用の観光列車である。列車名は「シンプロン・オリエント急行(Simplon-Orient-Express)」とする予定であったが、優先権を持つフランス国鉄の許可が得られなかったため「ベニス」を冠した。最初の列車には女優のライザ・ミネリが乗車した。
ロンドンのヴィクトリア駅からフォークストンまでブリテッシュ・プルマン編成で運行し、そこからフランスのブローニュ＝シュル＝メールまで船で渡った。ブローニュからヴェネツィアまではパリ、ローザンヌ、シンプロントンネル、ミラノを経由した。これはかつてのシンプロン・オリエント急行の経路の一部とほぼ同じであるが、パリにおける発着駅はオステルリッツ駅となっていた。
運行初年の1982年の乗客はのべ21,000人で、出身はイギリスが39%, アメリカ合衆国が36%, フランスが9%, イタリアが2%, 日本が1%などとなっている。
先行するノスタルジー・オリエント急行(NOE)が古い骨董品のような車両をそのまま使っているのに対し、VSOEの客車は新品同様に修復されていた。これは両経営者の考え方の違いと評されており、シャーウッドは飛行機のスピードに対抗するためには極上の雰囲気とサービスが必要であると述べていた。
1984年には、スイスからイタリアにかけての経路がオーストリアのチロル州を通るものに変更され、ローザンヌ、チューリッヒ、アールベルクトンネル、インスブルック、ブレンナー峠経由となった。これはこの経路の方が遠回りではあるものの、沿線の景色が良いためである。さらに1985年にはパリ - チューリッヒ間がバーゼル経由となり、同時にパリにおける発着駅が東駅に変更された。これ以降のパリ - インスブルック間の経路はかつてのアールベルク・オリエント急行とほぼ同じである。
1986年からは、オリエント・エクスプレス・ホテルズ社によるクルーズ客船「オリエント・エクスプレス(Orient Express)」が、ベニス・シンプロン・オリエント・エクスプレスと接続してヴェネツィアからピレウスやイスタンブールなどを巡った。
ロンドン・パリ - ヴェネツィア間の通常の経路に加え、1988年にはアールベルク経由ウィーンへの特別運行が行われた。その後デュッセルドルフ - バーゼル - ヴェネツィア間やプラハ、ローマ、クラクフなどへも特別運行が行われている。また1998年には初めてブカレスト経由イスタンブールまで乗り入れた。
2003年から2006年にかけて、大陸側編成の台車の交換が行われ、160km/hでの走行が可能になった。
2020年に実施されたイギリスの欧州連合（EU）離脱（通称・ブレグジット）により、イギリスとフランス間の国境通過に時間を要していることから、2024年3月にロンドン - パリ間の運行を一旦廃止することを2023年4月に発表した。該当区間はユーロスターで代替輸送する予定としている。

## 運行経路
2012年現在の通常の運行経路は以下の通り。ロンドンおよびパリとヴェネツィアの間は1泊2日の行程である。なお冬季は運休となる。
- ブリティッシュ・プルマン編成
  - ロンドン（ヴィクトリア駅） - フォークストン
- ユーロトンネルシャトル[注釈 3]
  - フォークストン - カレー（カレー・ヴィル駅）
- ワゴン・リ編成
  - カレー - パリ（東駅） - バーゼル - チューリッヒ - ブックス（ドイツ語版） - アールベルクトンネル - インスブルック（中央駅） - ブレンナー峠 - ヴェローナ（ポルタ・ヌオヴァ駅） - ヴェネツィア（サンタ・ルチーア駅）

このほか以下のような特別運行も行われる。

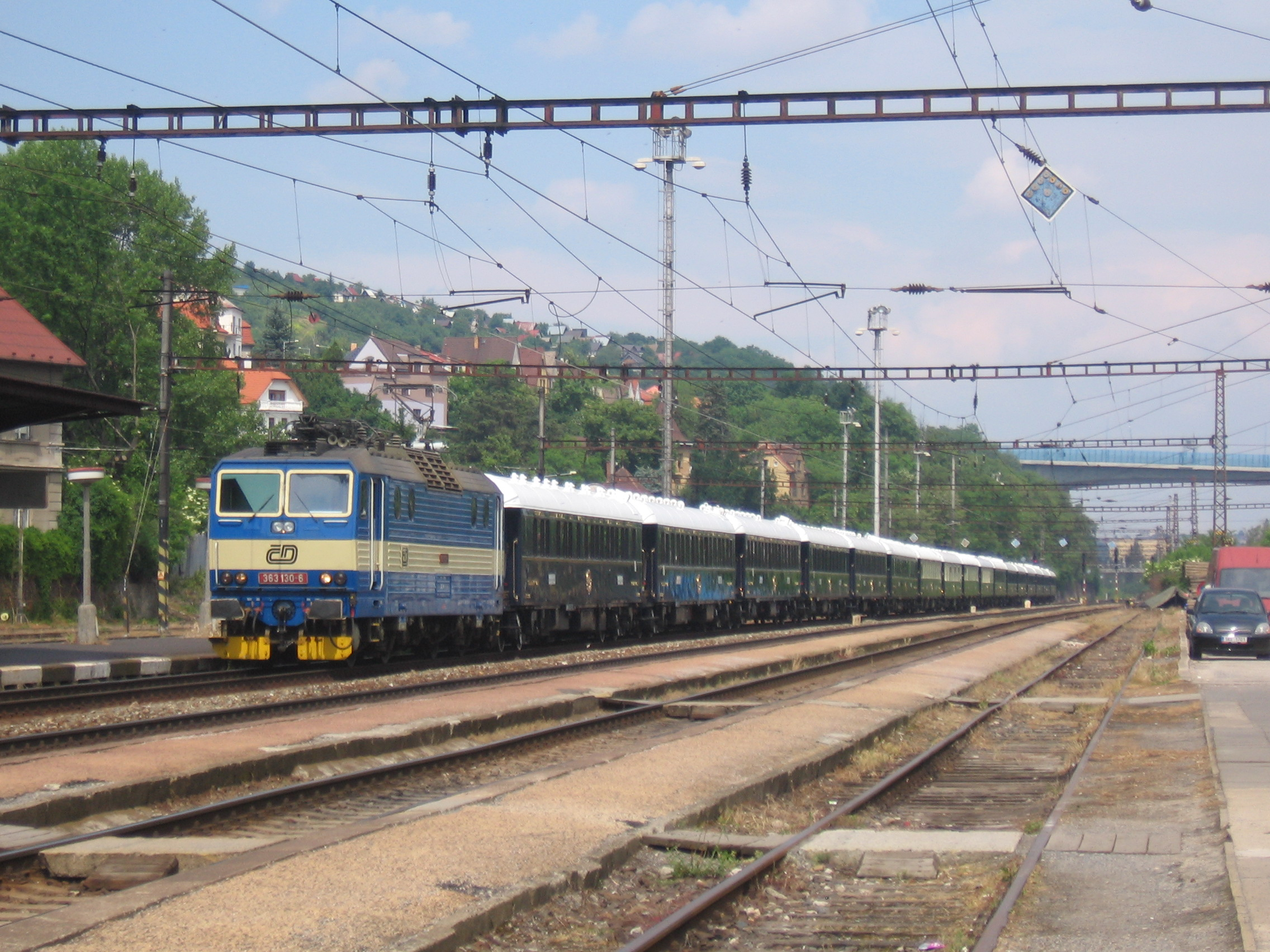
プラハ市内を走るVSOE（2011年）

- パリ - イスタンブール : 5泊6日（車中3泊）[14]
  - パリ（東駅） - ブダペスト（ホテル泊） - シナヤ（ペレシュ城観光） - ブカレスト（北駅、ホテル泊） - ヴァルナ - イスタンブール（シルケジ駅）
- ヴェネツィア - ウィーン - ブダペスト - ウィーン - パリ/ロンドン : 4泊5日（車中2泊）[15]
  - ヴェネツィア（サンタ・ルチーア駅） - ウィーン（西駅） - ブダペスト（西駅、市内2泊） - ウィーン - パリ（東駅） - ロンドン（ヴィクトリア駅）
- ヴェネツィア - プラハ - パリ/ロンドン : 4泊5日（車中2泊）[16]
  - ヴェネツィア（サンタ・ルチーア駅） - プラハ（スミチョフ駅（チェコ語版）、市内2泊） - フランクフルト・アム・マイン - パリ（東駅） - ロンドン（ヴィクトリア駅）
- イスタンブール - ヴェネツィア : 5泊6日（車中3泊）[17]
  - イスタンブール（シルケジ駅） - ブカレスト（北駅、ホテル泊） - シナヤ（ペレシュ城観光） - ブダペスト（ホテル泊） - ウィーン（南駅） - ヴェネツィア（サンタ・ルチーア駅）
- ヴェネツィア - クラクフ - ドレスデン - ロンドン : 7泊8日（車中3泊）[18]
  - ヴェネツィア（サンタ・ルチーア駅） - クラクフ（中央駅、ホテル2泊） - ドレスデン（中央駅、ホテル2泊） - パリ - ロンドン（ヴィクトリア駅）

## 車両

### イギリス側

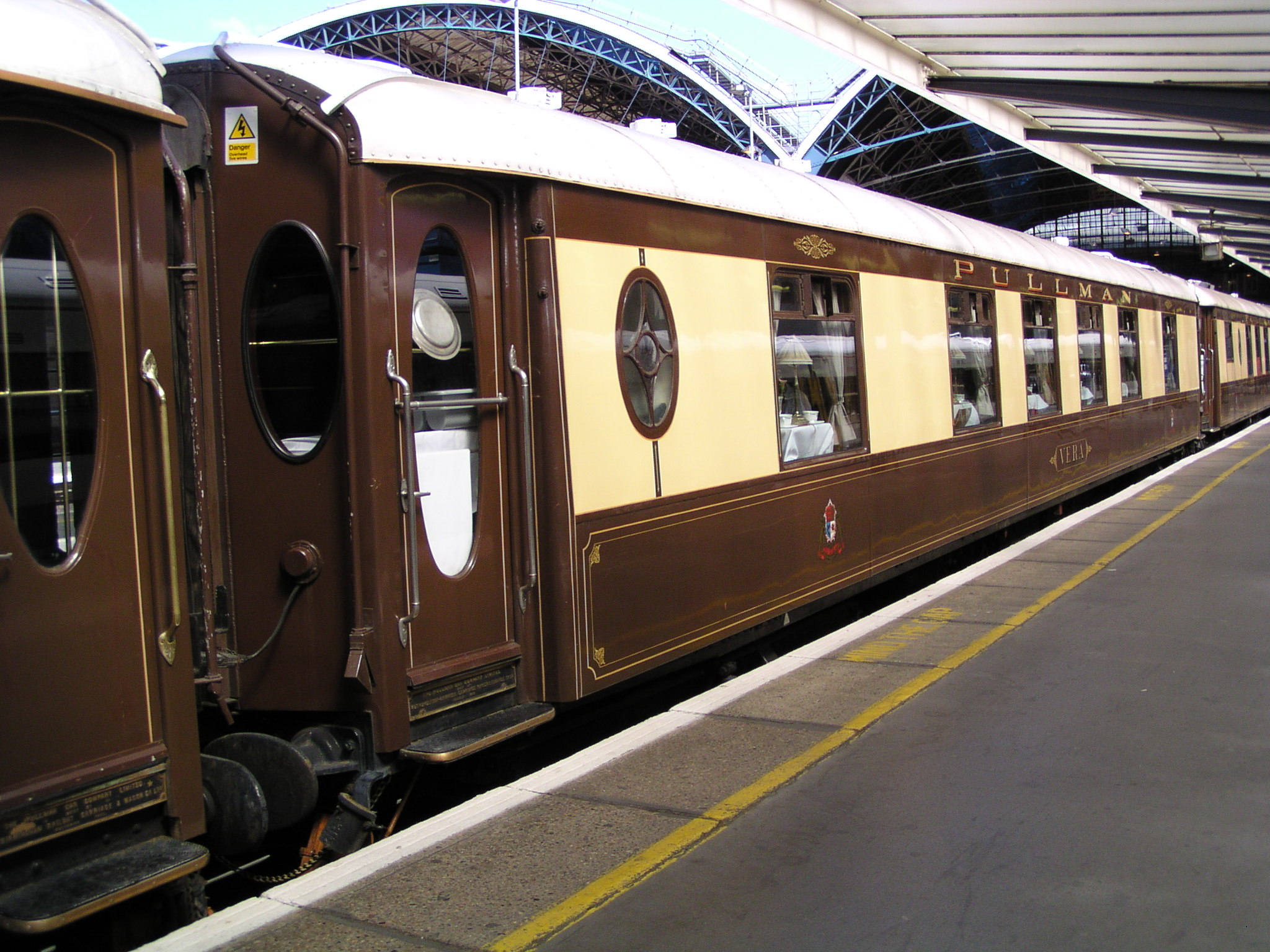
ロンドン・ヴィクトリア駅に停車中のブリティッシュ・プルマン編成

イギリス側の編成は「ブリティッシュ・プルマン」と呼ばれ、ベニス・シンプロン・オリエント・エクスプレスのイギリス国内区間のほか、ロンドンとイギリス各地を結ぶ観光列車としても使用される。車両はかつて英国プルマン社の昼行列車で用いられたもので、車内に厨房のあるキッチン・カー(kitchin car)と厨房のないパーラー・カー(parlour car)の二種類がある。

#### 客車一覧
メーカー名の略は以下の通り。いずれもイギリスのバーミンガムにあった。
- Birmingham : The Birmingham Railway Carriage and Wagon Co.
- Metro : Metropolitan Cammell Carriage & Wagon Co. Ltd.
- Midrad : The Midrad Carriage & Wagon Co. Ltd. （Metroの子会社）

| 車両名           | 形式                    | 製造年               | メーカー   | 備考           |
| ---------------- | ----------------------- | -------------------- | ---------- | -------------- |
| Audrey           | キッチン・カー（20席）  | 1932年               | Metro      |                |
| Cygnus           | パーラー・カー（26席）  | 1951年               | Birmingham |                |
| Gwen             | キッチン・カー（20席）  | 1932年               | Metro      | 1999年から使用 |
| Ibis             | キッチン・カー（20席）  | 1925年               | Birmingham |                |
| Ione             | キッチン・カー（20席）  | 1928年               | Metro      |                |
| Lucille          | パーラー・カー（24席）  | 1928年               | Metro      | 1985年から使用 |
| Minerva          | パーラー・カー （26席） | 1927年               | Midrad     |                |
| Perseus          | パーラー・カー （26席） | 1951年               | Birmingham |                |
| Phonenix         | パーラー・カー（26席）  | 1927年（1952年再建） | Metro      | 旧名Rainbow    |
| Vera             | キッチン・カー（20席）  | 1932年               | Metro      |                |
| Zena             | パーラー・カー（24席）  | 1928年               | Metro      |                |
| （荷物車 No. 7） | （荷物車 No. 7）        | 1943年               | (LNER)     | 元伝書鳩輸送車 |

#### 各車の詳細
Audrey
元はブライトン・ベル用の客車である。1940年にロンドン・ヴィクトリア駅で空襲に遭ったものの、後に修復された。イギリス女王エリザベス2世が1953年の観艦式と1964年のサセックス大学訪問の際に乗車している。
Cygnus
1951年のFestival of Britainに用いられた。ゴールデン・アローとしてロンドン - ドーバー間で運行された。また映画「アガサ 愛の失踪事件」の撮影にも用いられている。
Gwen
元ブライトン・ベル用。1972年まで現役で用いられ、その後はレストランになっていた。1988年にオリエント・エクスプレス・ホテルズ社が購入し、1999年からブリティッシュ・プルマンで使用されている。
Ibis
1928年まではワゴン・リ社に所属し大陸で用いられていた。その後ゴールデン・アローで運用された。戦後一時期イギリス海軍のレストランとなった後、1952年からロンドン - サウザンプトン間のボートトレイン"Cunard"に用いられた。
Ione
ロンドンとプリマス、サウザンプトンなどを結ぶボートトレインやゴールデン・アローのほか、クイーン・オブ・スコッツ（ロンドン - グラスゴー、エディンバラ）で用いられた。その後個人の所有となり、1982年12月にオリエント・エクスプレス・ホテルズ社が購入した。
Lucille
元はクイーン・オブ・スコッツ用。1985年にオリエント・エクスプレス・ホテルズ社が購入した。
Minerva
元ゴールデン・アロー用。
Perseus
元ゴールデン・アロー用。1956年、イギリスを訪問したソビエト連邦のニキータ・フルシチョフとニコライ・ブルガーニンが乗車した。1965年にはウィンストン・チャーチルの葬送列車に用いられた。
Phoenix
1927年にRainbowという名で製造されたが、1936年に火災により損傷した。車台を再利用して1952年に再建され、Phoenixと改名された。ゴールデン・アローでの定期運用のほか、エリザベス王大后やフランスのシャルル・ド・ゴールの専用列車に用いられた。1973年からはフランスのリヨンでレストランとなっていた。
Vera
1940年にロンドン・ヴィクトリア駅で空襲に遭ったものの、後に修復された。1985年にオリエント・エクスプレス・ホテルズ社が購入し、1990年からブリティッシュ・プルマンで使用されている。
Zena
クイーン・オブ・スコッツ、ゴールデン・アローなどで用いられた。1950年にはフランス大統領ヴァンサン・オリオールが乗車し、メニューの裏にジョージ6世へのメッセージを残した。映画「アガサ 愛の失踪事件」の撮影にも用いられている。

### 大陸側

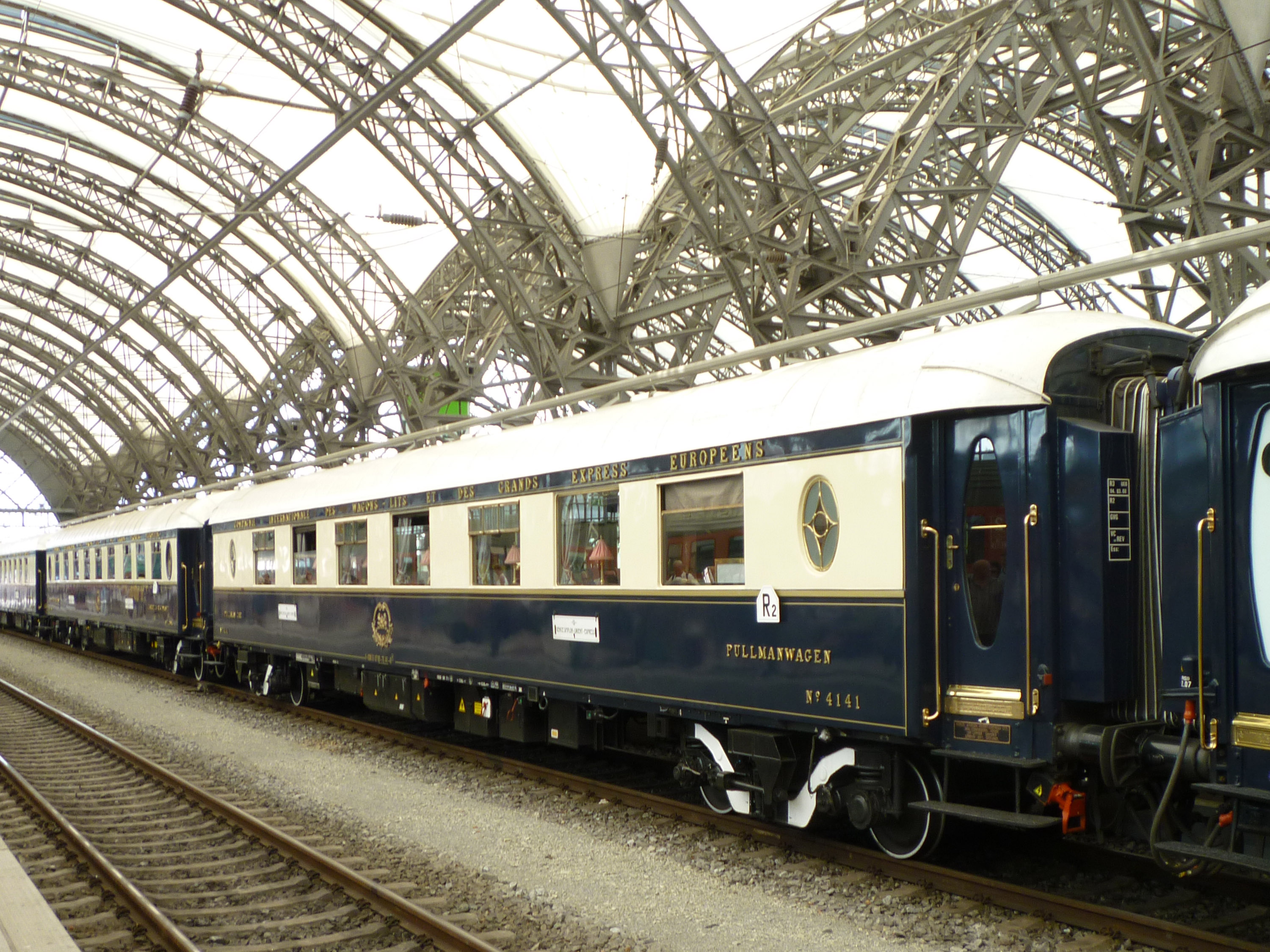
VSOEのプルマン車

VSOEの大陸側の編成は元ワゴン・リ社の寝台車、プルマン車、食堂車などからなる。
寝台車はワゴン・リ社の歴史上最も豪華なLx型が主であるが、これは1930年代においては青列車などの西ヨーロッパ圏内の列車で使われていた車両であり、オリエント急行にはほとんど使われていなかった。Lx型には本来10個の個室があるが、VSOEではそのうちの一つを乗務員室としたLx18S型かトイレとしたLx18T型とされている。
プルマン車は元はワゴン・リ社の昼行列車で用いられていた座席車であり、寝台列車ではシンプロン・オリエント急行のミラノ - ヴェネツィア間などの昼間の走行区間で連結されていたことがある。VSOEでは寝台車の乗客のための食堂車として利用されている。
このほか、VSOEには食堂車から改造したバー車や、第二次大戦後の寝台車を元にした乗務員用の客車がある。なおVSOEの車内にはシャワーの設備はない。

#### 客車一覧
メーカー名の略は以下の通り。
- Birmingham : The Birmingham Railway Carriage and Wagon Co.
- E.I.C. : Enterprises Industrielles Charentaises - フランス、エオレ（フランス語版）（ラ・ロシェル近く）
- Metro : Metropolitan Cammell Carriage & Wagon Co. Ltd.
- Nivelles : Les Ateliers de Construction Métallurgiques S.A. - ベルギー、ニヴェル（フランス語版）

| 種類     | 車両番号 | 製造年 | メーカー   | 原形式                                             | 備考             |
| -------- | -------- | ------ | ---------- | -------------------------------------------------- | ---------------- |
| 寝台車   | 3309     | 1926年 | Nivelles   | S1型寝台車                                         |                  |
| 寝台車   | 3425     | 1929年 | Birmingham | S1型寝台車                                         |                  |
| 寝台車   | 3473     | 1929年 | Metro      | Lx型寝台車                                         | Lx18S            |
| 寝台車   | 3482     | 1929年 | Metro      | Lx型寝台車                                         | Lx18S            |
| 寝台車   | 3483     | 1929年 | Metro      | Lx型寝台車                                         | Lx18S            |
| 寝台車   | 3525     | 1929年 | E.I.C.     | Lx型寝台車                                         | Lx18T            |
| 寝台車   | 3539     | 1929年 | E.I.C.     | Lx型寝台車                                         | Lx18T            |
| 寝台車   | 3543     | 1929年 | E.I.C.     | Lx型寝台車                                         | Lx18S            |
| 寝台車   | 3544     | 1929年 | E.I.C.     | Lx型寝台車                                         | Lx18T            |
| 寝台車   | 3552     | 1929年 | E.I.C.     | Lx型寝台車                                         | Lx18S            |
| 寝台車   | 3553     | 1929年 | E.I.C.     | Lx型寝台車                                         | Lx18S            |
| 寝台車   | 3555     | 1929年 | E.I.C.     | Lx型寝台車                                         | Lx18S            |
| バー車   | 3674     | 1931年 | E.I.C.     | 食堂車                                             |                  |
| 食堂車   | 4095     | 1927年 | Birmingham | エトワール・デュ・ノール型二等プルマン車（厨房付） | "L'Oriental"     |
| 食堂車   | 4110     | 1929年 | Birmigham  | エトワール・デュ・ノール型二等プルマン車（厨房付） | "Etoile du Nord" |
| 食堂車   | 4141     | 1929年 | E.I.C.     | コート・ダジュール型一等プルマン車 （厨房付）      | "Côte d’Azur"    |
| 乗務員車 | 3912     | 1949年 | Nivelles   | YUB型寝台車                                        |                  |
| 乗務員車 | 3915     | 1949年 | Nivelles   | YUB型寝台車                                        |                  |

#### 各車の詳細
3309
1920年代から30年代にかけてオリエント急行（シンプロン・オリエント急行なども含む）で用いられた。1929年にシンプロン・オリエント急行が吹雪のため10日間立ち往生した際の客車の1両である。第二次世界大戦中はドイツ軍に徴用されていた。戦後再びオリエント急行に復帰した。1958年にリスボンに拠点を移して主に南急行で用いられ、1971年に運用を終えた。
3425
1930年代まではオリエント急行のカルロヴィ・ヴァリへの分岐やアールベルク・オリエント急行、シンプロン・オリエント急行などに用いられた。1940年にルーマニア国王を退位したカロル2世がシンプロン・オリエント急行で亡命した際の客車の一両である。
3539
ピレネー・コートダルジャン急行、青列車などに用いられた。世界恐慌後には一時予備車となっていた。1945年から1947年まではアメリカ陸軍によって軍用列車「モーツァルト急行」（Mozart Express, ストラスブール - ウィーン）として運行された。
3543
ピレネー・コートダルジャン急行、青列車、ローマ急行などに用いられた。シャーウッドが1977年のオークションで購入した車両のうちの一両である。
3544
大戦前はピレネー・コートダルジャン急行（パリ - ビアリッツ）、青列車、ローマ急行などに用いられた。大戦中はリモージュにおいて売春宿と化していた。戦後オランダ王室の専用列車となった後、1948年から青列車、シンプロン・オリエント急行の運用に復帰している。
3674
元は食堂車であり、パリとル・アーヴルを結ぶ「大西洋横断列車(Trains Transatrantiques)」などの大西洋航路接続列車に連結されていた。後にパリ - トゥールーズ間のル・キャピトールにも用いられている。VSOEではGerard Galletによるアールヌーヴォー調の装飾が施され、ピアノを備えたバー車となっている。
4095
元は二等プルマン車で、エトワール・デュ・ノール（パリ - アムステルダム）やエーデルヴァイスなどの昼行列車に用いられた。1960年代にはイベリア半島でルシタニア急行（リスボン - マドリッド）間などに充当された。VSOEでは食堂車"L'Oriental"となっている。元は38席あったがVSOEへの改造時に36席となった。
4110
元は二等プルマン車。ドナウ・プルマン特急（ブカレスト - コンスタンツァ）などで用いられた。VSOEでは食堂車"Etoile du Nord"となっている。元は38席あったがVSOEへの改造時に36席となった。
4141
元は一等プルマン車で、プルマン・コートダジュール急行などに用いられた。VSOEでは食堂車"Côte d’Azur"となっている。元は20席であったが、VSOEへの改造時に35席となり、のちにバーの新設のため30席に削減された。

## サービス

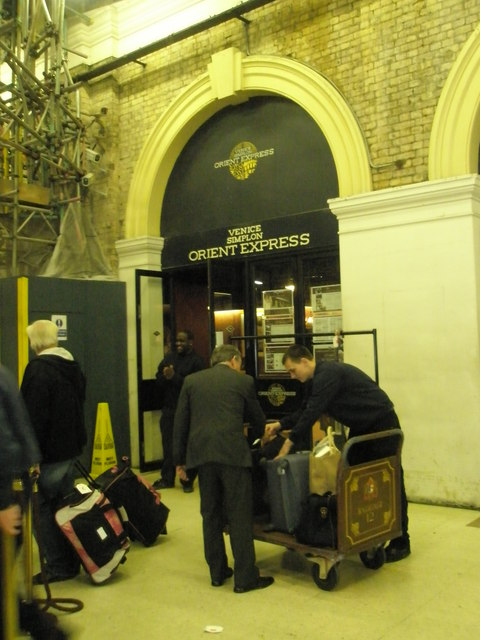
ロンドン・ヴィクトリア駅の専用ラウンジ入口

VSOEの乗務員は鉄道よりもホテル業界の出身者で構成されている。1982年の時点では、大陸側の列車にはトレイン・マネージャー以下、料理人8人、バーテンダー3人、衣装係、客車ごとの専属車掌など40人が乗り込んでいた。
車内では雰囲気に見合ったドレスコードがある。夕食時には男性はタキシード、女性はイブニングドレスなどが推奨されており、最低限スーツとネクタイ（男性の場合）の着用が求められている。昼間はジャケットにネクタイ程度でもよいが、ジーンズは認められていない。